# Seznam latvijskih skladateljev
Seznam latvijskih skladateljev.

## A
- Krists Auznieks

## B
- Pēteris Barisons

## D
- Emīls Dārziņš
- Rihards Dubra
- Andris Dzenītis

## E
- Ēriks Ešenvalds

## G
- Artūrs Grīnups

## I
- Jānis Ivanovs

## K
- Alfrēds Kalniņš
- Imants Kalniņš
- Jānis Kalniņš (1904-2000) (latv.-kanadski)
- Romualds Kalsons
- Imants Kokars
- Gidons Krēmers (= Gidon Kremer) violinist in skladatelj
- Rolands Kronlaks

## M
- Artūrs Maskats
- Jānis Mediņš

## O
- Valdemārs Ozoliņš

## P
- Raimonds Pauls (1936)
- Kristaps Pētersons
- Jānis Petraškevičs
- Uģis Prauliņš

## S
- Ādolfs Skulte
- Egils Straume

## V
- Pēteris Vasks (1946)
- Jāzeps Vītols (Joseph Wihtol 1863 – 1948)